# 배달왔습니다
《배달왔습니다》는 TV조선에서 월요일 밤 11시에 방송한 전 예능 프로그램이다.

## MC
- 이경규
- 김지민
- 김영철
- 이전 출연진: 윤정수, 이특

## 동시간대 경쟁 프로그램
- 엄마를 찾지마 (EBS 1TV)
- 비정상회담 (JTBC)
- 고수의 비법 황금알 (MBN)
- 풍문으로 들었쇼 (채널A)
- 특집다큐 (OBS)
- 대국민 토크쇼 안녕하세요 (KBS 2TV)
- MBC 스페셜 (MBC)
- 초인가족 2017 (SBS)